# Dysaulophthalma nathani
Dysaulophthalma nathani är en bönsyrseart som beskrevs av Stiewe 2009. Dysaulophthalma nathani ingår i släktet Dysaulophthalma och familjen Tarachodidae. Inga underarter finns listade i Catalogue of Life.